# Glossaire des colonnes
Ce glossaire reprend les termes repris dans la construction, en particulier les termes relatifs aux colonnes.
- Haut – A
- B
- C
- D
- E
- F
- G
- H
- I
- J
- K
- L
- M
- N
- O
- P
- Q
- R
- S
- T
- U
- V
- W
- X
- Y
- Z

## A

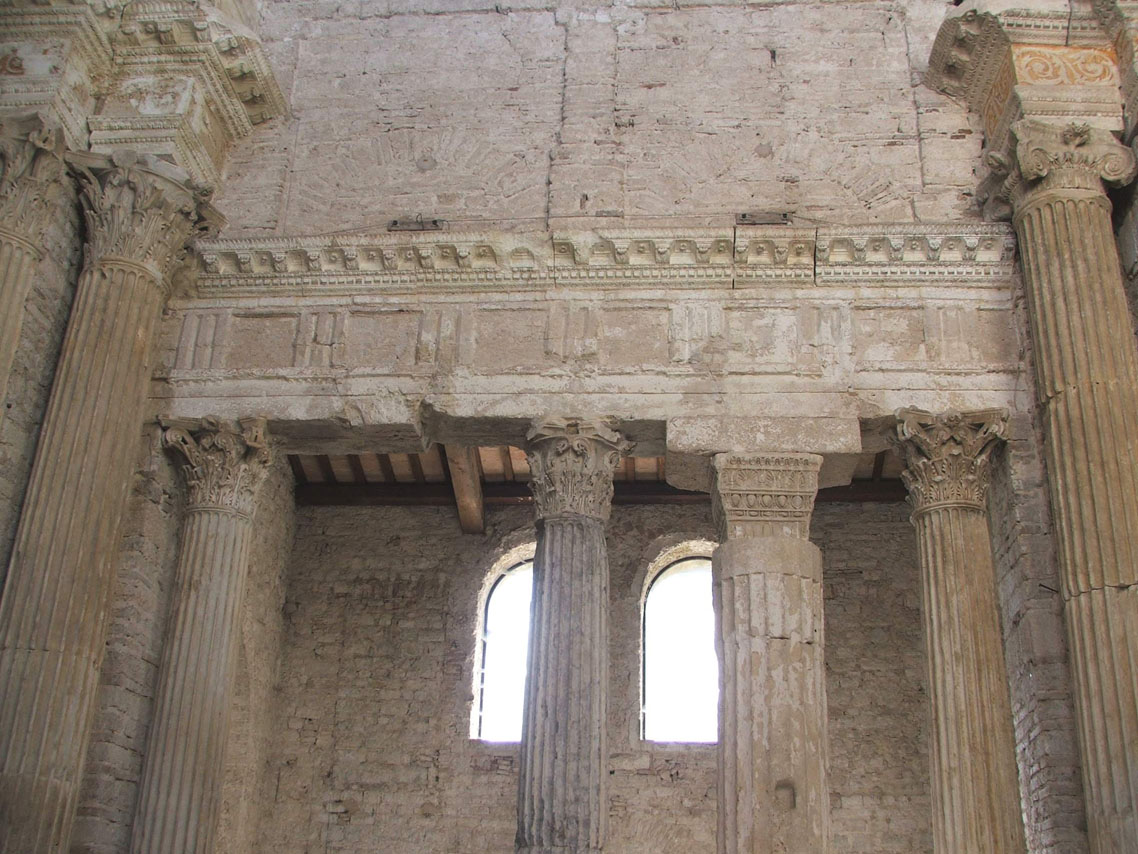
Architrave.

- Architrave : des trois parties d'un entablement celle qui pose sur les chapiteaux des colonnes ou pilastres. L'architrave représente une poutre faite en pierre ; elle se compose de plusieurs claveaux en coupe[M 1]
- Astragale : petite moulure demi-ronde qui termine le haut du fût d'une colonne[M 2].
- Abaque : voir tailloir.

## B
- Base de piédestal d'une colonne ou d'un pilastre : partie qui reçoit le dez[M 3].
- Base de colonne : la partie inférieure d'un fût, qui est ornée de moulures et qui pose sur la corniche du piédestal ou sur un socle[M 3].

## C

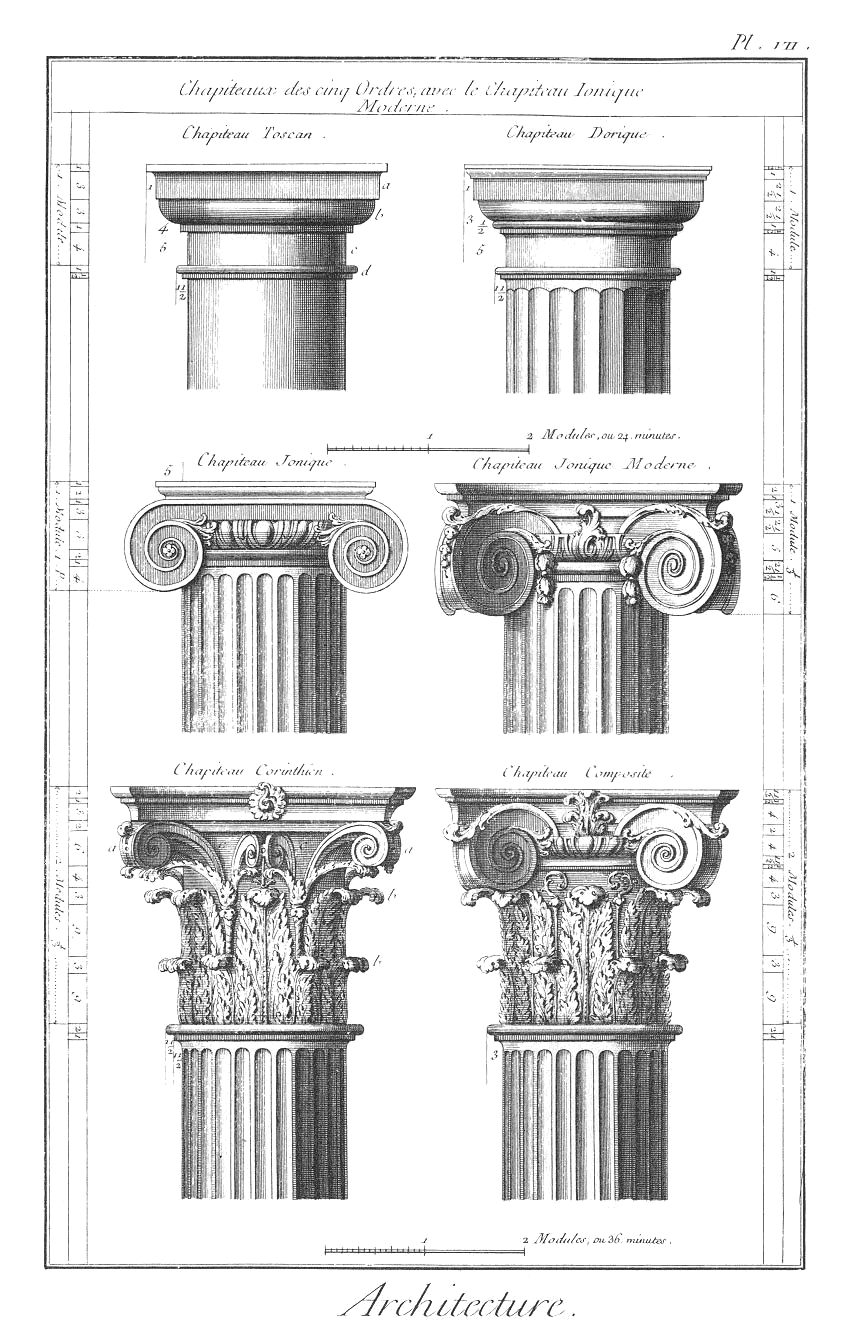
Chapiteaux de formes classiques (extrait de lEncyclopédie, vol. 18) : a. toscan ; b. dorique ; c. ionique ; d. ionique moderne ; e. corinthien ; f. composite.

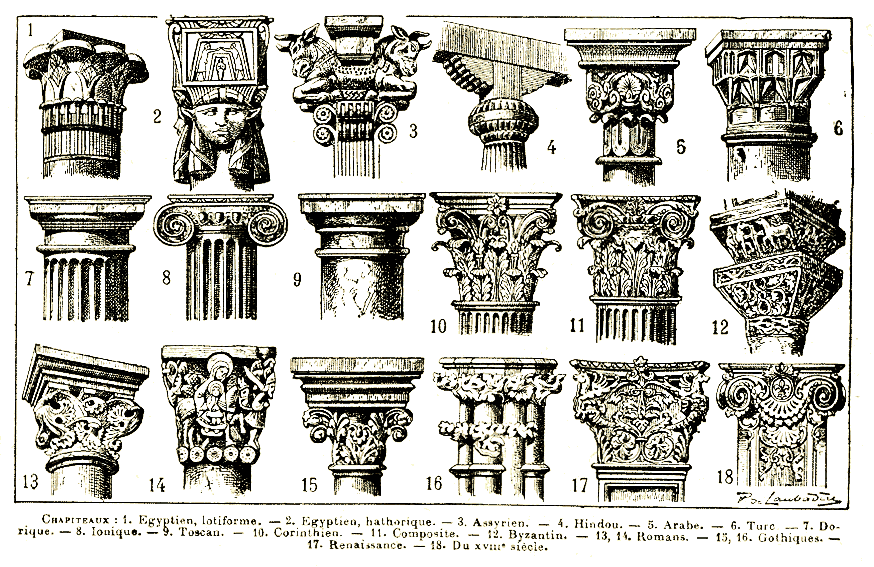
Les formes de chapiteaux d'après Le Larousse 1922.

- Chapiteau : partie supérieure d'une colonne, d'un balustre[M 4].
- Colonnes : pilier rond et isolé supportant une plate-bande, un trumeau ou la retombée d'une voûte, d'une arcade, etc. La colonne a trois parties principales, savoir, la base, le fût et le chapiteau[M 5]. En termes de marbrerie, montant de chambranle qui est arrondi et qui est ordinairement orné de chapiteaux et de socles[E 1].
- Côte : partie saillante qui sépare les cannelures du fût d'une colonne ou d'un pilastre[M 6].

## E
- Entre-colonne : espace qui est entre deux colonnes[M 7].

## F
- Fût : la partie cylindrique d'une colonne qui est entre la base et le chapiteau[M 8].

## G
- Goujon : bout de gros fil de fer ou de laiton que l'on rapporte dans un trou fait dans le bout d'une bande, d'une colonne ou autre morceau de marbre, pour le tenir avec celui sur ou sous lequel il pose[E 2].
- Grêle : colonne qui n'a pas assez de grosseur relativement à sa hauteur[M 9].

## I
- Isolement : distance entre deux choses comme la distance entre une colonne et un mur[M 10].

## L
- Lame ou cale : morceau de plomb mince qu'on met à sec entre les tambours d'une colonne pour l'empêcher de s'éclater[M 11].
- Lèvre : saillie qui est à la partie supérieure du tambour d'un chapiteau[M 12].
- Listel : petite moulure carrée et unie qui couronne ou accompagne une autre moulure plus grande, ou qui sépare les cannelures d'une colonne[M 13].

## M
- Montée : exhaussement des murs que de l'élévation des voûtes[Quoi ?], des colonnes, etc.[M 14].
- Moulure : toutes saillies au dehors du nu d'un mur, carrées ou rondes, droites ou courbes, qui servent d'ornements, et dont l'assemblage forme les corniches, les impostes, les chambranles, les bases des colonnes des pilastres, etc[M 15].

## N
- Naissance : endroit où quelque chose commence à paraître, à avoir de la saillie.
- Naissance de colonne : partie concave qui joint le listel avec le fût, soit sur la base, soit sous le chapiteau, et qu'on appelle ordinairement congé[M 16].

## O
| 1. tympan du fronton 2. acrotère 3. cimaise (du fronton) 4. geison 5. mutule 6. frise 7. triglyphe 8. métope 9. regula 10. goutte 11. larmier 12. architrave 13. chapiteau 14. abaque 15. échine 16. colonne 17. cannelure 18. stylobate | Éléments de l'ordre dorique. | 1. tympan du fronton 2. acrotère 3. cimaise (du fronton) 4. geison 7. frise 13. architrave à trois faces 14. chapiteau 17. colonne 18. cannelure 19. stylobate 20. volute 21. échine ornée d'oves 23. base 24. tores | Éléments de l'ordre ionique. |

- Les ordres, en architecture, déterminent les proportions, les formes et l'ornementation de toute partie construite en élévation (en particulier des colonnes, sans que leur présence soit impérative, des pilastres, des supports, des entablements).
  - L’ordre dorique : ordre grec.
  - L’ordre ionique : ordre grec.
  - L’ordre corinthien : ordre grec.
  - L’ordre toscan : ordre romain.
  - L’ordre composite : ordre romain.

## P
- Péristyle : édifice environné de colonnes isolées en son pourtour intérieur, et éloigné du mur de la largeur d'un entre-colonnement[M 17].
- Pilastre : espèce de colonne carrée ou plate, qui a les mêmes proportions et ornements que la colonne de l'ordre dont il emprunte le nom ; il est ordinairement engagé dans les murs, n'ayant de saillie que le tiers, le quart, ou le sixième de son épaisseur[M 18].
- Pile : massif de maçonnerie dont la forme est ordinairement un parallélépipède servant à porter les arches d'un pont de maçonnerie ou les travées d'un pont de bois[M 18].
- Pilier : corps de pierre ou de maçonnerie de forme ronde ou carrée, servant à soutenir une voûte en arc ou en plate-bande[M 18].
- Pilier butant : corps de pierre ou de maçonnerie élevé pour soutenir la poussée d'un arc ou d'une voûte, et qui se fait quelquefois en console ou en arcade (voir Arc-boutant)[M 18].

## R
- Renflement : petite augmentation ajoutée au diamètre d'une colonne[M 19].
- Rudenture : ornement en forme de bâton dont on remplit les cannelures par le bas des colonnes et des pilastres[M 20].

## S
- Scotie : nom d'une moulure creuse terminée par deux filets ou carrés, qui se fait entre les tores dans la base d'une colonne[M 21].

## T
- Tailloir ou abaque : morceau de pierre parfaitement carré qui couronne et sert comme de couvercle aux vases ou tambours des chapiteaux des colonnes et pilastres. Pour tous les chapiteaux, excepté celui du toscan, il est orné de moulures ; lorsqu'il n'en a point, on le nomme plinthe ou abaque[M 22].
- Tambour : assise arrondie dont on forme le fût d'une colonne ; c'est aussi l'assise qui porte le chapiteau[M 23].
- Tore : moulure ronde de différentes grosseurs, faisant ordinairement partie de la base des colonnes[M 24].
- Torchon : paquet de paille tortillée ou morceau de natte qu'on met sous les pierres, pour qu'en les taillant ou en les transportant, elles ne s'écornent pas[M 24].
- Tronçon : un morceau de pierre dont plusieurs forment le fût d'une colonne. Il diffère du tambour, en ce que la colonne par tronçon n'est composée que de deux ou trois morceaux, au lien que le tambour n'a pas ordinairement autant de hauteur que de diamètre : Dans le premier cas, la pierre est posée en délit, et dans le second elle l'est sur son lit[M 25].

## V
- Verseau : nom qu'on donne à la pente du dessus d'un entablement non couvert[M 26].
- Volute : enroulement en spirale sur le haut d'un chapiteau[M 27].